# Bastiglia
La Bastiglia (in francese: Bastille Saint-Antoine) fu una grande fortezza eretta dentro le mura di Parigi, sul luogo dove allora sorgeva una delle porte principali della città, per volontà di Carlo V tra il 1367 e il 1382, con lo scopo di rafforzare le mura orientali della città a difesa della Porte St-Antoine. Il 14 luglio 1789, fu assaltata dai parigini insorti per rubarne le armi, e soprattutto per spaventare il re Luigi XVI, poi lentamente venne demolita per recuperarne materiali edili.

## Storia
La leggenda vuole che il prevosto Hugues Aubriot, che aveva officiato la posa della prima pietra il 22 aprile 1370, ne sia stato il primo ospite.
Era alta 24 metri, a pianta rettangolare di 66 metri di lunghezza per 34 di larghezza, quattro torri (altre quattro ne furono aggiunte in seguito), due cortili interni detti Cortile grande e Cortile del pozzo. Inoltre, era circondata da un fossato alimentato dalla Senna vicina, sicché vi si accedeva solo tramite ponte levatoio.
La sua funzione era anche di proteggere il re in caso di rivolta del popolo, perché rendeva più sicura la strada che collegava palazzo Saint-Pol (residenza di Carlo V) al castello di Vincennes, dove il sovrano aveva stabilito il centro amministrativo del regno. All'insaputa del popolo, veniva usata anche per conservare gli archivi della polizia, beni illegali presi dalla corona ed equipaggiamenti per l'ordine pubblico.
Durante la guerra dei cent'anni, che fu in gran parte una guerra civile francese, la Bastiglia si arrese nel 1413 agli Armagnacchi durante la rivolta dei rappresentanti delle corporazioni guidati da Simon de Coustellier Caboche, detti Cabochiens, poi nel 1418 ai Borgognoni, nel 1436 al re, nel 1565 al principe di Condé, nel 1591 dai Leghisti, nel 1594 alle truppe reali, nel 1649 e il 2 luglio 1652 durante la Fronda. Quindi fu costruita una nuova cinta muraria. Sotto Luigi XI fu utilizzata come prigione di Stato, quindi come deposito d'armi e luogo di ricevimento da parte di Francesco I e come forziere delle ricchezze reali sotto Enrico IV.
Durante la Giornata delle Barricate (ottava guerra di religione), la Bastiglia si arrese il 13 maggio 1588 e Jean Bussy-Leclerc ne divenne governatore. Alla caduta della Lega cattolica, con l'ingresso di Enrico IV a Parigi il 22 marzo 1594, Bussy-Leclerc rifiutò di consegnare la Bastiglia che fu assediata e resistette quattro giorni.
La Bastiglia fu nuovamente presa nel 1649 durante la Fronda e ne fu nominato governatore un frondista, Louvière, figlio di Pierre Broussel.

### La prigione
Già dal regno di Luigi XI, la Bastiglia era stata usata occasionalmente come prigione: Luigi di Lussemburgo, conte di Saint-Pol, connestabile di Francia, vi fu imprigionato il 27 novembre 1475 e fu decapitato il 19 dicembre di quello stesso anno sulla piazza di Grève. Fu prigioniero nella Bastiglia anche Jacques d'Armagnac, duca di Nemours e conte di La Marche, recluso in una gabbia di ferro, accusato di alto tradimento e decapitato il 4 agosto 1477 a Les Halles.
Durante le guerre di religione francesi vi furono imprigionati François de Montmorency (1574-1575), Charles d'Angoulême (1604-1616), il principe di Condé (1616-1619) e Michel de Montaigne (1588). Durante la dominazione della Lega cattolica, sotto il governo di cui la Bastiglia ospitò i magistrati fedeli al re e Montaigne, vi furono imprigionati i magistrati del parlamento di Parigi rimasti fedeli al re, tra i quali l'artista protestante Bernard Palissy (che vi morì) e Achille de Harlay, primo presidente del parlamento sotto Enrico III.
Carlo di Gontaut, duca di Biron, pari e maresciallo di Francia, accusato di tradimento, fu giustiziato nella corte della Bastiglia per ordine di Enrico IV che, nonostante l'edificio fosse ormai adibito a prigione, vi fece custodire il tesoro reale.
Nel XVII secolo, con Richelieu, divenne prigione di Stato dove custodire le vittime delle lettres de cachet, e vi furono rinchiusi celebri personaggi: Maschera di Ferro, presunto fratello gemello di Luigi XIV; Voltaire nel 1717; il marchese de Sade; Cagliostro; Fouquet; Mirabeau. Va detto che le condizioni di detenzione erano migliori di quanto si creda: i prigionieri non erano abbandonati a marcire, ma avevano accesso ai giornali, smentendo l'immagine di un luogo di puro orrore.
Nella Bastiglia il re e i suoi più stretti collaboratori facevano rinchiudere per anni, e a volte per tutta la vita, sudditi ostili alla monarchia, nemici personali e altri scomodi personaggi, senza aver loro concesso un regolare processo. I malcapitati potevano essere arrestati su presentazione di semplici lettres de cachet (cachet, sigillo), cioè di lettere firmate in genere dallo stesso re o da persone da lui delegate.
Le condizioni dei prigionieri della Bastiglia erano spaventose, fatta eccezione per alcuni il cui trattamento era abbastanza umano. I più marcivano in vere e proprie tombe sotterranee, umide e malsane, dove contraevano gravissime malattie; altri venivano rinchiusi in celle poste sulle torri della fortezza, dove in inverno si gelava per il freddo e d'estate si bolliva per il calore del sole. Tutto ciò che avveniva nella fortezza era tenuto nel più scrupoloso segreto. Basti pensare che, quando giungeva qualche nuovo prigioniero in una carrozza ermeticamente chiusa, le sentinelle dovevano girarsi con la faccia verso il muro per non vedere. I guardiani non potevano scambiare alcuna parola con i prigionieri, i quali ignoravano spesso anche il motivo del loro arresto e quanto si sarebbe prolungata la loro prigionia.
Essendo divenuto inutilmente costoso il mantenimento della grande struttura, che aveva perduto quasi ogni utilità, la stessa monarchia francese ne aveva deciso la demolizione nel 1784, ma gli elevati costi avevano spinto Luigi XVI a rimandare l'intervento.
Ironia della sorte, appena trentasei giorni prima della presa della Bastiglia, il re aveva ordinato la distruzione dell'ingombrante prigione, la quale avrebbe dovuto far spazio alla Place Louis XVI, con un monumento che lo raffigurava nelle vesti di un Liberatore.
Dunque, era piuttosto per la sua imponenza che veniva considerata dal popolo di Parigi, come la Tour du Temple, un clamoroso simbolo dell'oppressione assolutista, tanto che ne era stata richiesta la demolizione già con i Cahiers de doléances.

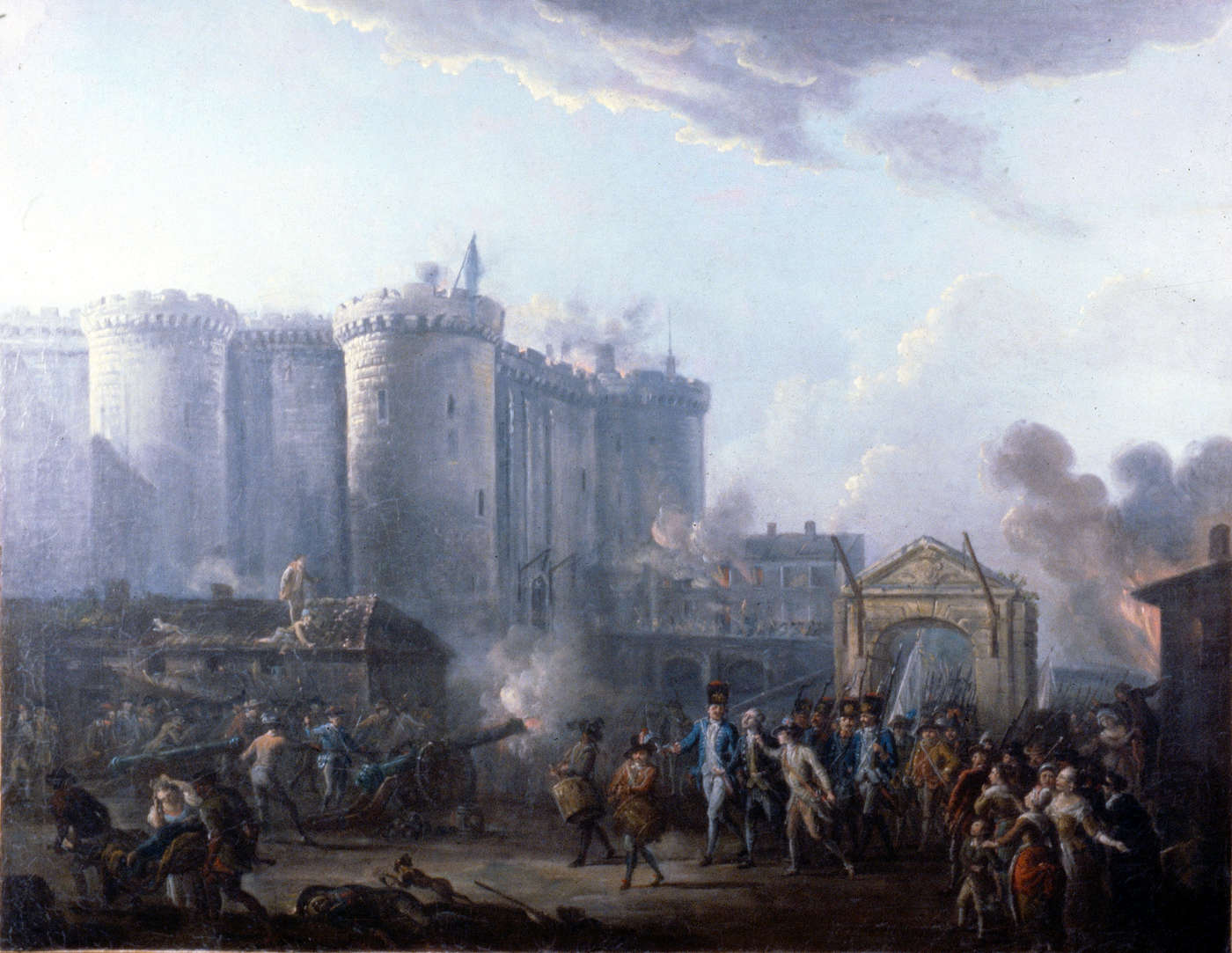
La presa della Bastiglia.

Fu assaltata il 14 luglio 1789 dai rivoluzionari per rubarne le armi. Quel giorno c'erano soltanto sette prigionieri: quattro falsari di documenti (Jean La Corrège, Jean Béchade, Bernard Laroche de Beausablon e Jean-Antoine Pujade) dal gennaio 1787, un libertino (Charles-Joseph-Paulin-Hubert de Carmaux, conte de Solages) dal 28 febbraio 1784 e due malati mentali (il maggiore Jacques-François-Xavier de Whyte, conte de Malleville, inglese o irlandese, che credeva di essere Giulio Cesare, San Luigi o Dio, dal 29 febbraio 1784, e Claude-Auguste Tavernier, complice nell'attentato del 1757 di Damiens contro Luigi XV, dal 4 agosto 1759). Erano presenti anche centinaia di libri che erano stati confiscati a causa della censura della monarchia. Il marchese de Launay, comandante della fortezza pressoché inutile, non voleva arrendersi in difesa del dispotismo reale e, piuttosto che lasciare ai ribelli la polvere da sparo, preferì recarsi nei sotterranei con una torcia accesa per dare fuoco alla polveriera e far saltare in aria la fortezza con tutto il quartiere, ma alcuni Invalidi della guarnigione non glielo permisero e aprirono da soli le porte al popolo. La Bastiglia fu quindi invasa e conquistata dai ribelli solo perché il governatore, devoto al sovrano, venne abbandonato dalle sue truppe.
La presa della Bastiglia divenne poi, come è noto, l'icona dell'inizio della rivoluzione francese e il 14 luglio il giorno della festa nazionale francese, che commemora peraltro, almeno ufficialmente, la celebrazione del primo anniversario della rivoluzione, tenutasi il 14 luglio 1790, la mattina stessa si radunarono circa 900 persone davanti alla Bastiglia.
L'edificio fu poi saccheggiato e raso al suolo, lentamente e sistematicamente. Il suo demolitore, un imprenditore edile di nome Pierre-François Palloy, ebbe fra l'altro l'idea di rivenderne le pietre come reliquie, esempio seguito, duecento anni dopo, nella demolizione del muro di Berlino. Altri materiali servirono a costruire il Pont de la Concorde, mentre il fossato entrava a far parte del bacino dell'Arsenale di Parigi.
La Colonna di luglio, che è al centro della piazza, fu voluta da Luigi Filippo in memoria della sollevazione che aveva rovesciato l'assolutista Carlo X, e inaugurata nel 1840. La base circolare su cui poggia la colonna venne realizzata durante il Primo Impero francese e sorreggeva una fontana con un elefante al centro.
La grande spianata fu tuttavia lasciata abbastanza in abbandono per gran parte dell'Ottocento, con al centro un monumento non finito voluto da Napoleone, citato da Victor Hugo in I miserabili, dal quale, al momento della demolizione nel 1847, fuggirono centinaia di ratti, invadendo per alcuni giorni l'intero quartiere.

Durante i grandi lavori dell'epoca di Haussmann tornarono alla luce alcuni resti delle fondamenta al n. 49 dell'avenue Henri-IV, e durante i lavori per la costruzione della Metropolitana di Parigi riaffiorarono i resti della Torre della Libertà, che furono rimontati lì vicino, in place Galli, oggi Square Henri-Galli, nel 1899. Altri resti sono stati lasciati in vista nella stazione Bastille del Métro.

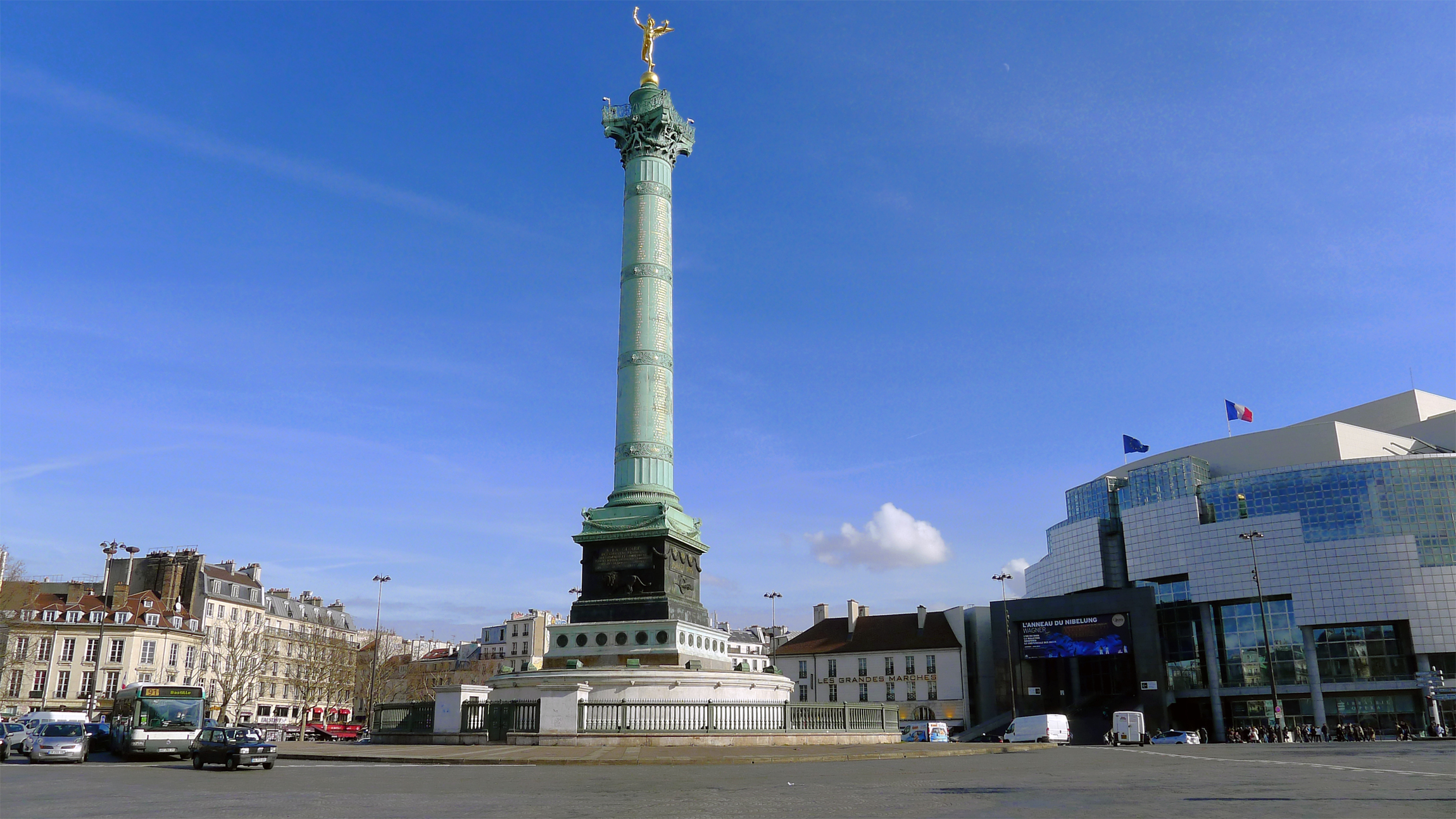
Piazza della Bastiglia.

L'area su cui sorgeva la fortezza è oggi Place de la Bastille, uno dei luoghi più frequentati di Parigi e uno dei due poli delle grandi manifestazioni di massa della città: l'altro è Place de la République.
Poco distante dalla piazza sorge la Promenade plantée, una passeggiata fiorita sopraelevata.